# Le Châtelet
Le Châtelet – miejscowość i gmina we Francji, w Regionie Centralnym, w departamencie Cher.
Według danych na rok 1990 gminę zamieszkiwało 1106 osób, a gęstość zaludnienia wynosiła 34 osoby/km² (wśród 1842 gmin Regionu Centralnego Le Châtelet plasuje się na 354. miejscu pod względem liczby ludności, natomiast pod względem powierzchni na miejscu 294.).